# Oskari Tokoi

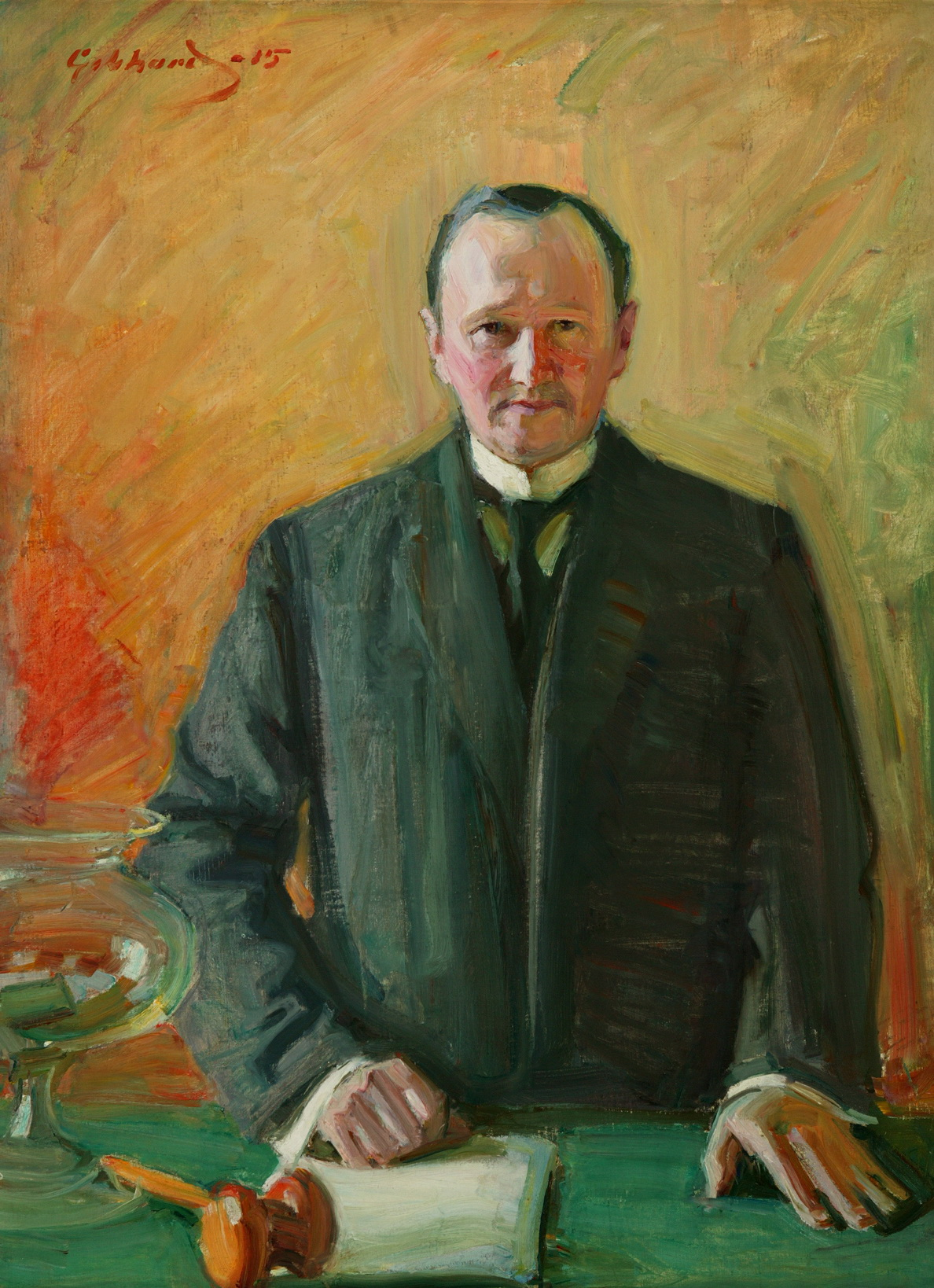
Oskari Tokoi als Sprecher des finnischen Parlaments auf einem Gemälde von Albert Gebhard (1915).

Antti Oskari Tokoi (ursprünglich Antti Oskari Hirvi; * 15. Mai 1873 in Kannus, Finnland; † 4. September 1963 in Fitchburg, Massachusetts) war ein finnischer Politiker. Aus der Arbeiterbewegung kommend machte er vor dem Ersten Weltkrieg eine parlamentarische Karriere als Vertreter der Sozialdemokratischen Partei Finnlands bis hin zum Parlamentssprecher. Nach der russischen Februarrevolution wurde er 1917 der Regierungschef des unabhängig werdenden Finnland. Seine Regierung konnte den inneren Frieden nicht sichern und zerbrach an dem ungeklärten Verhältnis zu Russland. Im folgenden Jahr war er Mitglied des Volkskommissariats im revolutionären Finnland des Bürgerkrieges. Nach Kriegsende floh er zunächst nach Russland und verbrachte dann den Rest seines Lebens im Exil in den Vereinigten Staaten.

## Herkunft und junge Jahre in Amerika
Oskari Tokoi wurde in der westfinnischen Region Österbotten in einem Tokoi genannten Hof geboren, dessen Namen er später als seinen Familiennamen annahm. Aus dieser Region gab es eine besonders ausgeprägte Auswanderungsbewegung nach Amerika, und auch Tokoi, der lediglich eine Grundschulausbildung erhalten hatte, siedelte 1891 in die Vereinigten Staaten um und nahm seinen ersten Arbeitsplatz in den Kohlebergwerken von Wyoming an. Später arbeitete er in Goldminen in South Dakota.
Bald sammelte er erste Erfahrungen in der Arbeit in Verbänden und Organisationen, zunächst in erster Linie in Abstinenzvereinen, wo er verschiedene Posten bis hin zum Vorsitz übernahm. In Lead gründete er selbst einen solchen Verein. Die eigentliche Arbeiterbewegung steckte hier zu jener Zeit noch in den Kinderschuhen. Tokoi schloss sich der 1893 gegründeten Western Federation of Miners an, der seinerzeit größten und stärksten Gewerkschaft des Landes. Auch später, nachdem die Goldminen wegen der schlechten wirtschaftlichen Lage geschlossen wurden und als Tokoi auf der ständigen Suche nach Arbeitsplätzen durch den Westen der Vereinigten Staaten und Kanadas zog, sammelte Tokoi zahlreiche Erfahrungen in der Gewerkschaftsarbeit.
Im Jahr 1897 heiratete Tokoi die im finnischen Lumijoki geborene Hanna Räimä und ließ sich für drei Jahre in Leadville, Colorado, nieder, wo die Bergbauarbeiten wieder aufgenommen worden waren. Mit selbständiger Grubenarbeit verdiente die Familie genug Geld, um 1900 zurück nach Kannus, in den Heimatort Oskari Tokois, zu ziehen und einen Hof zu erwerben. Neben der Landwirtschaft betreute Tokoi das erste konsumgenossenschaftliche Geschäft des Ortes und betätigte sich als Fürsprecher vor Gericht.

## Politik und Gewerkschaftsarbeit vor 1917
Bald veranlasste die gespannte politische Lage im Heimatland den bisher vor allem in Abstinenzvereinen und Gewerkschaften aktiven Tokoi dazu, sich der Politik zuzuwenden. Die Autonomie des Großfürstentums Finnland schien im beginnenden Jahrhundert durch die Russifizierungsbemühungen von Zar Nikolaus II. gefährdet. Das 1901 erlassene Wehrpflichtgesetz, mit dem die Finnen zum Dienst in der Reichsarmee verpflichtet wurden, stieß in Finnland auf nahezu einhelligen und erbitterten Widerstand. Oskari Tokoi beteiligte sich an politischen Widerstandsgruppen und nahm 1902 als Vertreter seines Heimatortes an mehreren landesweiten Geheimtreffen teil, welche die Wehrpflichtstreiks organisierten.
Im Herbst 1905 führte die Arbeiterschaft einen Generalstreik durch, der entscheidend zu der folgenden Parlamentsreform und der Abschaffung des Ständereichstages beitrug. Während des Streiks wurde in Kannus unter Tokois Führung der örtliche Arbeiterverein gegründet. Tokoi wirkte auch an der Gründung zahlreicher weiterer Arbeitervereine in Österbotten mit. In den Wahlen von 1906 zum ersten finnischen Einkammerparlament trat Tokoi auf der Liste der Sozialdemokratischen Partei an. Nachdem er auf einer ausgedehnten Wahlkreisreise sein rednerisches Geschick unter Beweis gestellt hatte, setzte er sich überraschend gegen prominentere Kandidaten als einziger sozialdemokratischer Abgeordneter seines Wahlkreises durch.
Tokoi war auch in den folgenden Parlamenten vertreten. Er machte sich einen Namen als Fachmann für Fragen der Landwirtschaft und der umstrittenen rechtlichen Stellung der finnischen Kleinpachtbauern, profilierte sich aber auch durch seine Reden gegen die russische Oppressionspolitik. So forderte er 1909 vor dem Parlament, dass dem Zaren die Meinung des Volkes über das erneuerte Russifizierungsprogramm unverhohlen zur Kenntnis zu geben sei, das Volk sei bereit, die Folgen zu tragen. Ein Jahr später interpretierte er die Vorschläge zu einer reichseinheitlichen Gesetzgebung als Aufforderung an das Parlament Finnlands zum staatlichen Selbstmord. Tokoi erwarb sich durch seine Arbeit Vertrauen in seiner Parlamentsfraktion, war in der radikaleren Parteibasis aber nicht sehr beliebt. Dennoch wurde Tokoi 1913 zum Parlamentssprecher gewählt, als sich die bürgerliche Mehrheit im Parlament nicht auf einen Kandidaten einigen konnte. Nach der folgenden Wahl wurde er 1914 stellvertretender Sprecher.
In der finnischen Gewerkschaftsbewegung spielte Tokoi eine zentrale Rolle. Von 1912 bis 1918 diente er als Vorsitzender des seinerzeitigen finnischen Gewerkschaftsbundes Suomen Ammattijärjestö während einer Zeit, in welcher sich soziale Gegensätze in der finnischen Gesellschaft in bedrohlicher Weise aufstauten. Dem gemäßigt eingestellten und rhetorisch begabten Tokoi gelang es dabei in vielen Fällen, akute Konfliktsituationen durch persönliches Eingreifen zu entschärfen.

## Regierungschef in der Umbruchszeit
Die Abdankung des Zaren Nikolaus II. im März 1917 als Folge der Februarrevolution läutete in Finnland eine Umbruchphase ein. Die Autonomie wurde durch die neue russische Provisorische Regierung wiederhergestellt und die politischen Kräfte Finnlands schickten sich an, einen neuen Senat zu bilden. Die Sozialdemokraten, die nach den Wahlen 1916 die Parlamentsmehrheit besaßen, einigten sich nach zähen Verhandlungen und gegen den Widerstand weiter Teile der Parteibasis mit den bürgerlichen Parteien auf einen Koalitionssenat. Das Amt des stellvertretenden Vorsitzenden der Wirtschaftsabteilung des Senats, welches sachlich dem Amt des Regierungschefs entsprach, übernahm als Kompromisskandidat Oskari Tokoi.
Tokois Senat setzte sich ein ehrgeiziges Programm. Zu diesem gehörten die Ausweitung der Demokratie vor allem auf Kommunalebene, die Begrenzung des Einflusses der Provisorischen Regierung, die Verbesserung der Arbeitsbedingungen, insbesondere der Arbeitszeit und der Sozialversicherung, sowie die Einführung der Schulpflicht und der Religionsfreiheit. Die Arbeit des Senats war aber mit gewaltigen Problemen konfrontiert. Die Polizeigewalt im Lande war nach der Februarrevolution zusammengebrochen und wurde faktisch von Arbeitermilizen ausgeübt. Immer wieder kam es zu Übergriffen und Gewalttaten. Gleichzeitig nahm die Lebensmittelknappheit alarmierende Formen an und führte zu zusätzlichen Unruhen, weiter angefacht durch die russischen Bolschewiki, die Propaganda für eine sozialistische Revolution machten.
Tokoi griff immer wieder persönlich in Konflikte ein und konnte oftmals mäßigend wirken, so wie beispielsweise am 30. Mai in Turku, wo streikende Arbeiter die Mitglieder der Stadtverordnetenversammlung im Rathaus festgesetzt hatten und weitreichende politische Forderungen stellten. Tokois Intervention führte am nächsten Tag zur Befreiung der Stadträte und Beendigung des Streiks. Ungeachtet solcher punktueller Erfolge konnte Tokoi die allgemeine Lage im Land nicht beruhigen. Eine wichtige Rolle dabei spielte, dass Tokois Regierung in seiner eigenen Partei wegen deren ideologischer Bedenken kaum Rückhalt hatte. Forderungen des bürgerlichen Lagers nach einem entschlossenen Einschreiten gegen die Milizen und dem schnellen Wiederaufbau des bürgerlichen Polizeiwesens trat Tokoi entgegen, er hielt dies in der damaligen Lage für aussichtslos. In seiner Rede vor dem Parlament am 12. Juni 1917 hielt er seinen Kritikern entgegen:

„Wenn es hier jemanden gibt, wenn es in diesem Land Gesellschaftsklassen gibt, die glauben, dass die Gesetzlichkeit in diesem Land mit all ihrer Strenge gerade so wiederhergestellt werden kann, wie sie nach dem Generalstreik [von 1905] wiederhergestellt worden ist, so bitte ich: Nur zu, tretet vor, versucht es nur…“

Während Tokoi so einerseits die Ungesetzlichkeit der herrschenden Zustände eingestand, deutete er gleichzeitig die Unumkehrbarkeit der begonnenen Massenbewegung an. Ausdruck dieses Balanceaktes waren seine verschiedenen Reden an die zunehmend militanten Roten Garden, in denen er einerseits Gewalttaten verurteilte, andererseits das ungebrochene Fortschreiten der Revolution verkündete.
Schließlich stürzte die Regierung Tokoi jedoch nicht über die innere Sicherheit, sondern über die Verfassungsfrage und das Verhältnis zu Russland. Für alle überraschend erklärte Tokoi bereits am 20. April vor dem Parlament die Unabhängigkeit Finnlands zum Ziel der Regierungspolitik:

„Ich getraue mich also darauf zu vertrauen, dass das Selbstbestimmungsrecht des finnischen Volkes, der Beginn der Unabhängigkeit des finnischen Volkes jetzt auf festem Grunde steht, und es ist unsere Pflicht, diese unerschrocken und konsequent so zu entwickeln, dass die Unabhängigkeit des finnischen Volkes schon in der nahen Zukunft gesichert wird.“

Die Wortwahl war mit den Senatskollegen nicht abgesprochen und entsprang, wie Tokoi später erklärte, der Begeisterung des Moments. Die öffentliche Meinung in Russland reagierte gereizt, die finnischen Nationalaktivisten begeistert. Die Verhandlungen des Senats mit der Provisorischen Regierung über den künftigen Status Finnlands blieben letztlich erfolglos.
Die Sozialdemokratische Partei schloss sich der Erklärung Tokois bald an und spielte die aktivste Rolle bei der Vorbereitung des am 18. Juli verabschiedeten sogenannten Staatsgesetzes (valtalaki), mit welchem das Parlament erklärte, die oberste Macht im Staat von nun an selbst auszuüben. Tokoi hatte die Durchsetzung des Staatsgesetzes für möglich gehalten, weil er die Provisorische Regierung durch einen Bolschewikenaufstand für geschwächt hielt. Diese ging aus den Unruhen jedoch vorläufig als Sieger hervor, woraufhin die bürgerlichen Parteien von ihrer Unterstützung des Staatsgesetzes zurückwichen. Die Provisorische Regierung löste das Parlament auf. Das Auflösungsmanifest wurde gegen den Widerstand der sozialistischen Senatoren von den bürgerlichen Vertretern, welche die Hälfte der Senatssitze hielten, mit der entscheidenden Stimme des Generalgouverneurs Michail Stachowitsch verkündet und umgesetzt. Am 16. August 1917 zog sich Tokoi gemeinsam mit den anderen sozialistischen Senatoren aus der Regierung zurück.

## Volkskommissar im Roten Finnland
Die inneren Spannungen, die bereits die Arbeit des Senats Tokoi belastet hatten, spitzten sich in der Folge weiter zu und gipfelten am 27. Januar 1918, wenige Wochen nach der Erreichung der finnischen Unabhängigkeit, in einem sozialistischen Umsturzversuch und dem nachfolgenden Finnischen Bürgerkrieg. Nachdem die Roten Garden den Südteil Finnlands zunächst unter ihre Kontrolle gebracht hatten, wurde als Regierung des Roten Finnland ein Volkskommissariat eingerichtet. In diesem wurde Oskari Tokoi als Vertreter des Gewerkschaftsbundes, dessen Vorsitzender er weiterhin war, Kommissar für Lebensmittelfragen.
Die in die Verantwortlichkeit Tokois fallende Lebensmittelsituation gehörte zu den größten Herausforderungen des Volkskommissariats. Bereits am 30. Januar erklärte das Volkskommissariat öffentlich, dass die Versorgungslage ernst sei und dass man auf Mangel und Hunger gefasst sein müsse. Das Kommissariat versprach jedoch, für eine gerechtere Verteilung zu sorgen. Am folgenden Tag gab das Kommissariat den örtlichen Lebensmittelausschüssen unbeschränkte Rechte zur Durchführungen von Durchsuchungen und Beschlagnahme von Lebensmitteln. Am 3. Februar wurde eine landesweite Lebensmittelinventur verfügt.
Oskari Tokoi bemühte sich persönlich intensiv um die Beschaffung von Lebensmitteln aus Sowjetrussland. Er reiste nach Petrograd, wo ihm Hilfe versprochen wurde. Jedoch war die Stadt selbst am Rande der Hungersnot, und es dauerte bis Ende März, bis nach mehreren Interventionen Tokois bei Lenin tatsächlich erste Lieferungen ankamen. Größere Mengen Getreide erwarb das Volkskommissariat direkt aus dem inneren Russland, musste aber selbst für den Transport sorgen. Mit großem logistischem Aufwand gelang es schließlich, einen Zugtransport zusammenzustellen. Dieser traf am 31. März mit 49 Güterwagen voller Getreide in Helsinki ein. Der zweite Zug wurde allerdings in den zunehmend anarchischen Verhältnissen des russischen Hinterlandes gestoppt und erreichte sein Ziel nicht.
Große Probleme bereitete Tokoi auch die Verteilung der Lebensmittel im Inneren. Neben den oft noch mit Bürgerlichen besetzten Lebensmittelausschüssen waren anfangs auch die Roten Garden zur Beschlagnahme von Lebensmitteln für ihre eigenen Zwecke berechtigt. Die oftmals willkürlich und planlos erfolgenden Beschlagnahmungen der Garden machten eine systematische Lebensmittelverteilung unmöglich. Am 23. Februar drohte Tokoi mit seinem Rücktritt für den Fall, dass nicht ein zentrales Organ mit der Verteilung der Lebensmittel beauftragt würde. Nach zähem Ringen wurde schließlich am 18. März ein mit Vertretern aller Interessengruppen besetzter Lebensmittelrat gebildet, dem fortan das alleinige Recht zur Beschaffung und Verteilung von Lebensmitteln zustand. In der kurzen Zeit seiner Existenz gelang es dem Rat tatsächlich, die Situation in geordnetere Bahnen zu lenken.
Bald brach jedoch das Rote Finnland unter den Angriffen der bürgerlichen Weißen zusammen. Gemeinsam mit den meisten anderen Volkskommissaren flüchtete Tokoi am 6. April vor den auf Helsinki anrückenden Deutschen nach Viipuri, wo das Kommissariat zunächst seine Arbeit fortsetzte. In der Nacht zum 25. April, unmittelbar vor der Eroberung Viipuris durch die Weißen, rettete sich Tokoi mit seiner Familie und dem Großteil der roten Führung per Schiff nach Petrograd.

## Exil
Die nach Russland geflohene Führungsriege der Roten zerstreute sich, Tokoi zog im August 1918 nach Murmansk. In Russland tobte inzwischen der Bürgerkrieg in vollem Ausmaß. Nachdem Sowjetrussland mit Deutschland Frieden geschlossen hatte, waren im Juni britische Truppen in Murmansk gelandet, insbesondere um die strategisch wichtige Murmanbahn zu sichern. Aus Finnland wurden unterdessen verschiedene Kriegszüge in das zu Russland gehörende Ostkarelien unternommen. Die Briten sahen diese Aktivitäten der Finnen als Bedrohung an und bildeten im Sommer aus geflohenen finnischen Rotgardisten die als Teil der britischen Armee operierende „Legion Murmansk“. Dieser schloss sich Oskari Tokoi im Rang des Oberstleutnants an.
Die Anhänger Lenins unter den geflohenen finnischen Sozialisten sahen den Beitritt zur Legion Murmansk als Verrat an und verkündeten das Todesurteil über Tokoi. Die Briten zogen sich Ende 1919 aus Nordrussland zurück und vereinbarten mit Finnland die Rückführung der Mitglieder der Legion Murmansk nach Finnland, wo einige der Rückkehrer zu milden Haftstrafen verurteilt wurden. Tokoi wollte unter den gegebenen Umständen nicht nach Finnland zurückkehren, reiste zunächst nach England und im Herbst 1920 nach Kanada. 1921 ließ er sich dann in Fitchburg, Massachusetts, nieder, wo ihn eine große finnische und sozialdemokratisch gesinnte Gemeinde aufnahm.
Von 1922 an wirkte Tokoi als Redakteur der finnischsprachigen sozialdemokratischen, später liberalen Zeitschrift Raivaaja. Hin und wieder erschienen seine Artikel auch in finnischen Zeitschriften, einen bedeutenden Einfluss auf das politische Geschehen seines Heimatlandes übte Tokoi aber nicht mehr aus. Auf persönlicher Ebene unterhielt er Kontakte nach Finnland, an eine Rückkehr war wegen der zu erwartenden Strafverfolgung jedoch nicht zu denken. Während des Winterkrieges sammelte er in Nordamerika mit großem Engagement finanzielle Unterstützung für Finnland und war nach dem Fortsetzungskrieg unter anderem stellvertretender Vorsitzender der Organisation Help Finland. Im Februar 1944 verabschiedete das finnische Parlament ein Amnestiegesetz, mit dem alle ehemaligen Mitglieder des Volkskommissariats begnadigt wurden. Dieses offenkundig auf Tokoi zugeschnittene Gesetz wird in Finnland als Lex Tokoi bezeichnet.
Tokois Frau Hanna, mit der er sechs Kinder hatte, starb 1938. Im folgenden Jahr heiratete er die Amerikanerin Eva Whiteker. In sein Geburtsland kehrte er trotz seiner Rehabilitation nur noch als Besucher zurück, erstmals nach über 30 Jahren im Jahr 1949, danach noch weitere zweimal. Oskari Tokoi starb 1963 im Alter von 90 Jahren.

## Nachleben

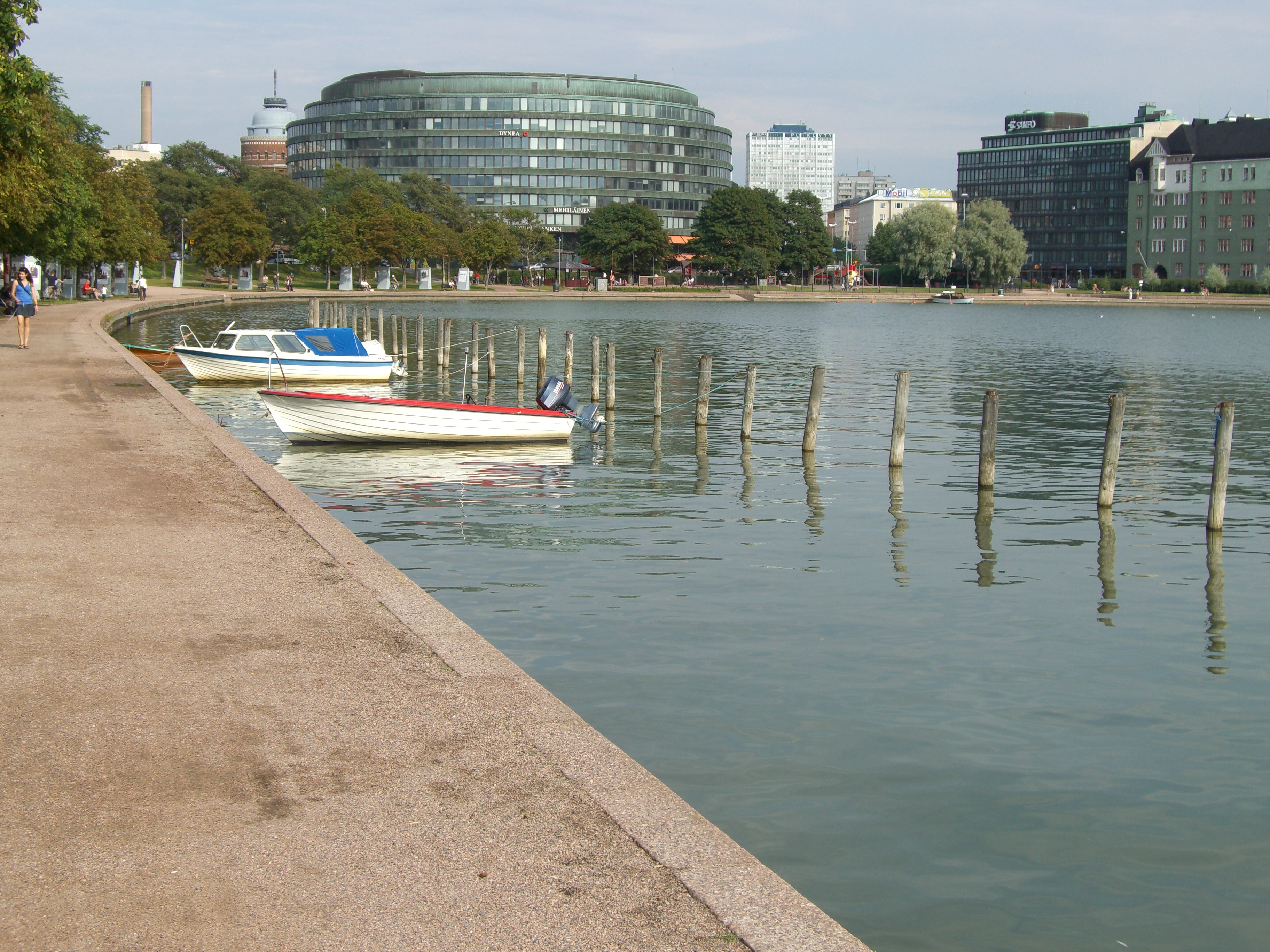
Dieser dem Herzen der finnischen Arbeiterbewegung, der Halbinsel Siltasaari, gegenüberliegende Uferstreifen in Helsinki wurde nach Oskari Tokoi Tokoinranta genannt.

In den Wirren des Bürgerkrieges war Oskari Tokoi von der bürgerlichen Seite vielfach für einen der schlimmsten Aufrührer gehalten worden. Noch 1938 wurde ein Proteststurm dadurch ausgelöst, dass eine auf Schallplatte aufgezeichnete Rede Tokois bei einer Veranstaltung der Gewerkschaftsbewegung abgespielt wurde. Heute wird seine Rolle in der finnischen Geschichte differenzierter eingeschätzt. Ihm wird zugutegehalten, dass er sich in erster Linie dem Konsens und dem Frieden verpflichtet fühlte und bemüht war, die herrschenden Gegensätze seiner Zeit zu überbrücken. Andererseits wird seine Regierungsarbeit im Ergebnis als wenig geglückt angesehen. Ihm seien besonders im Verhältnis zu Russland zahlreiche Fehleinschätzungen unterlaufen, er sei als politischer Führer schwach gewesen und habe vor allem von seinen rhetorischen Fähigkeiten gezehrt.
Wenn Oskari Tokoi auch keine bedeutenden Denkmäler gesetzt worden sind, so finden sich an seinen Lebens- und Wirkensstätten doch seine Spuren. Im Haus des Arbeitervereins in seiner Geburtsstadt Kannus befindet sich ein Tokoimuseum. Ein Ufer einer Meeresbucht nahe dem alten Zentrum der finnischen Arbeiterbewegung in Hakaniemi, Helsinki, wurde nach Tokoi benannt. Seine Wahlheimat für über 40 Jahre, Fitchburg, ehrte Tokoi 1989 mit einem Gedenkstein im örtlichen Saima Park. Der aus diesem Anlass angereiste Präsident Finnlands, Mauno Koivisto, bedachte Tokoi mit den Worten:

„Oskari Tokoi, Vizepräsident desjenigen kaiserlichen Senats von Finnland, welcher die erste nationale Regierung Finnlands darstellte, war in jenen schwierigen Jahren vor der Unabhängigkeit ein bedeutender nationaler Führer. Er hat einen bleibenden Platz in der politischen Geschichte Finnlands, nicht nur als einer der Gründungsväter der Nation, sondern auch als ein großer Meister der Arbeiterbewegung.“